# 飛田幹男
飛田 幹男（とびた みきお）は、日本の建設・国土交通技官。筑波大学システム情報系教授。

## 来歴
茨城県出身。1985年（昭和60年）、東北大学理学部物理系卒業。1987年（昭和62年）、東北大学大学院理学研究科を修了し、理学修士取得。同年、建設省へ入省。入省後、国土地理院で基準点測量の仕事に従事。
その後、1991年（平成3年）に測量士の資格を取得。1995年（平成7年）に京都大学から博士（理学）の学位を取得し、NASAジェット推進研究所客員研究員。1998年（平成10年）建設省建設大学校測量新技術研修官。2000年（平成12年）から国土地理院研究センター宇宙測地研究室主任研究官、同地殻変動研究室長、同研究管理課長、同総括研究官を歴任。
国土地理院地理地殻活動研究センター長を経て、2016年（平成28年）宇宙航空研究開発機構出向。2017年（平成29年）国土地理院測地部長。同企画部長を経て、2018年（平成30年）内閣官房地理空間情報活用推進室参事官。2020年（令和2年）国土地理院参事官。
2021年（令和3年）7月1日、国土地理院長に就任。2022年（令和4年）11月、リモート・センシング技術センター技術参与。2023年（令和5年）5月、筑波大学システム情報系教授。

## 委員歴
- 地球惑星科学関連学会1993年合同大会経理委員長（1993年）[2]
- 科学技術・学術審議会専門委員（2007年 - 2012年）[2]
- 地震調査研究推進本部専門委員（2007年 - 2016年）[2]
- 日本測地学会評議員（2009年 - 2021年）[2]
- 火山噴火予知連絡会幹事（2013年 - 2015年）[2]
- 地震予知連絡会委員（2013年 - 2016年）[2]

## 受賞歴
- 合成開口レーダー干渉法の高度化と地殻変動解析への応用（日本測地学会賞坪井賞・2001年7月）[2]
- 世界測地系移行のための座標変換ソフトウェア"TKY2JGD"（測量技術奨励賞・2002年5月）[2]
- 新潟-神戸ひずみ集中帯の地殻変動（日本地震学会2012年度論文賞・2013年5月）[4]